# فوكسفاجن تي 1
فوكسفاجن تي 1 هي سيارة من صناعة فولكس فاجن.

## معرض صور

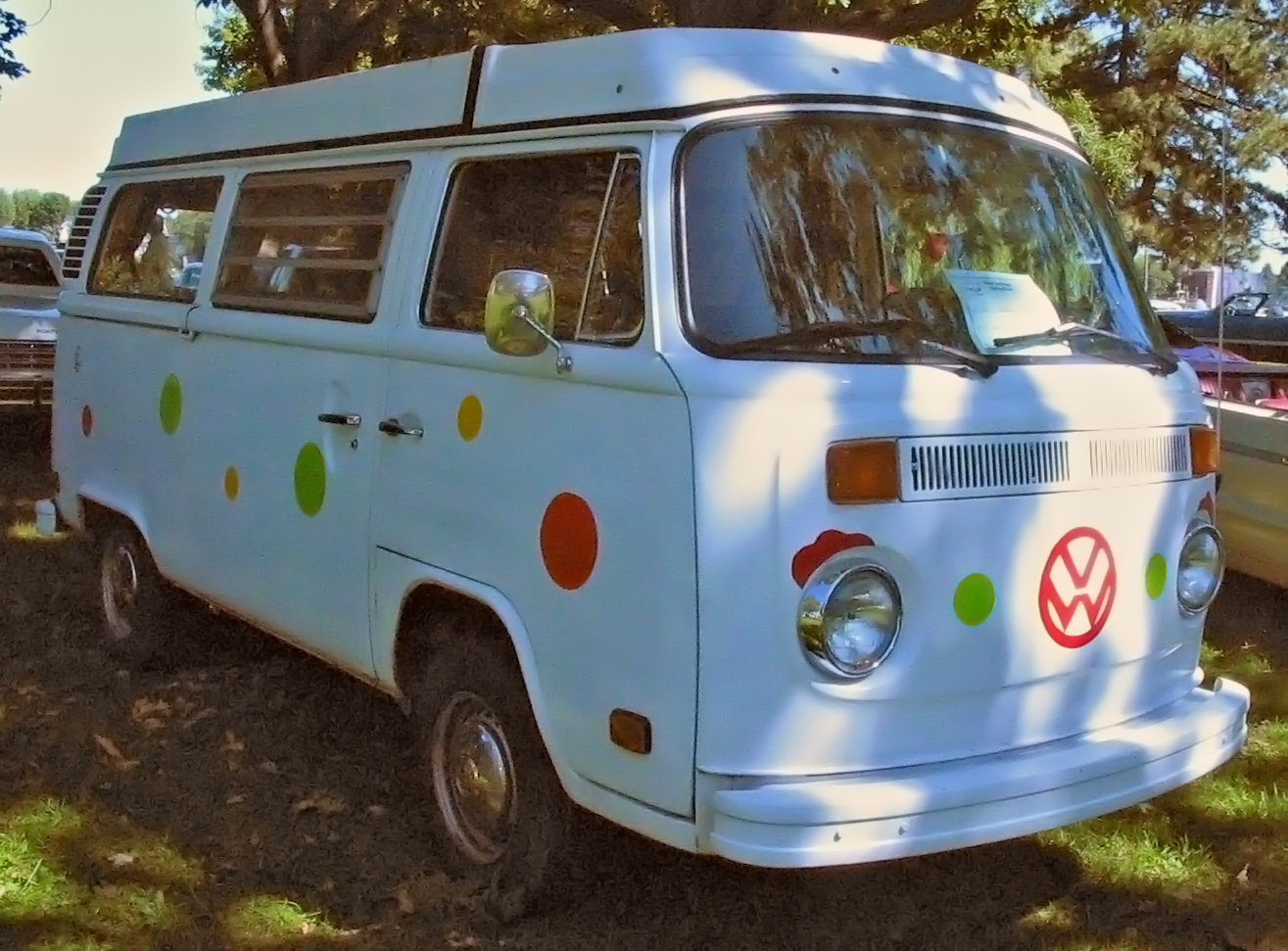
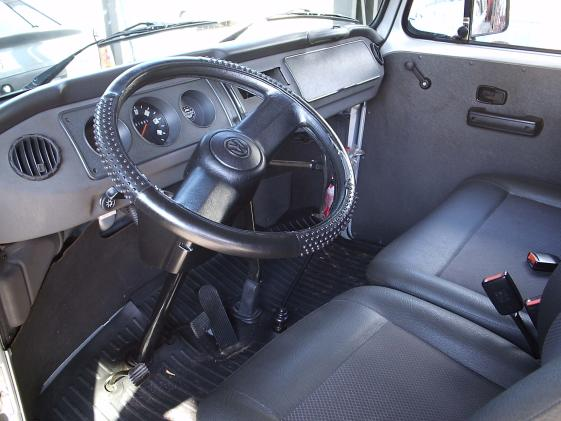
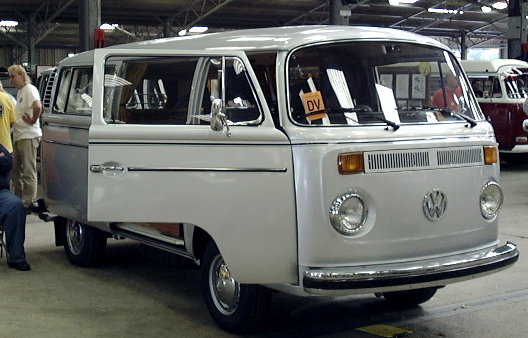
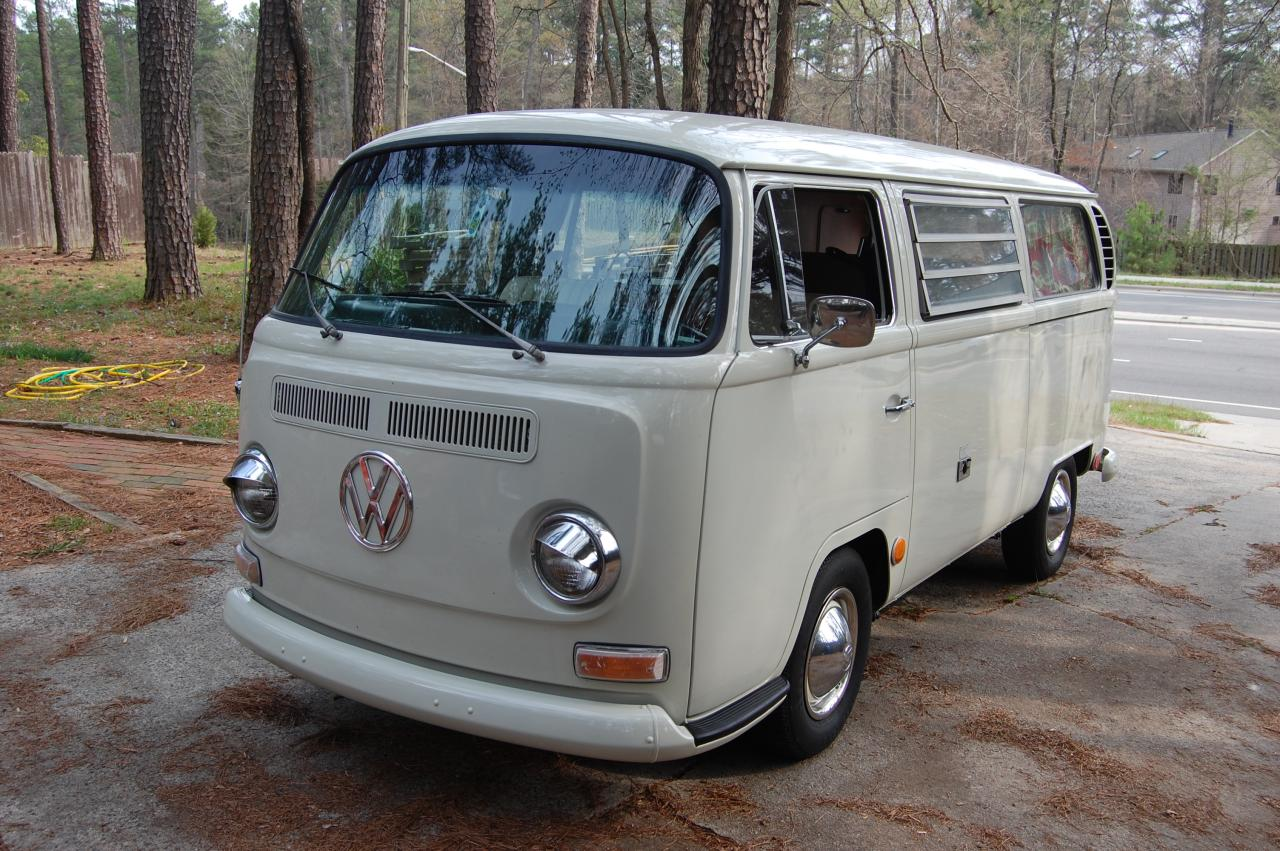